# サヨナラのかわりに
「サヨナラのかわりに」は、テレビ東京「おはスタ」の1999年度出演者によるユニット・おはぐみのシングル。2000年2月2日にMCAビクターから発売された。

## 「おはぐみ」メンバー
- おはガールシトラス
  - 末永遥
  - 安藤盟
  - 酒井彩名
  - 谷口紗耶香
  - 倉沢桃子
- おはじぇんぬ（稲坂亜里沙）
- おはスタ番長（松風雅也）
- 怪人ゾナー（森久保祥太郎）
- かんの（中村大樹）
- ジムナスひかる（田中光）
- トムさん（トム・バイヤー）
- ひきだしあけお（岩田光央）
- ベッキー（ベッキー）
- メグー（豊口めぐみ）
- レイモンド（レイモンド・ジョンソン）
- やまちゃん（山寺宏一）

## 収録曲
1. サヨナラのかわりに（作詞・作曲・編曲：BANANA ICE）
テレビ東京系『おはスタ』挿入歌
2. OHA SKA!（作詞：戸田昭吾、作曲・編曲：たなかひろかず、歌：おはおはキッズ With イマクニ?）
テレビ東京系『おはスタ』オープニングテーマ
3. サヨナラのかわりに（オリジナル・カラオケ）

## カバー

### サヨナラのかわりに
- キャンディミント（『サヨナラのかわりに（Short Ver.）』が2006年3月31日に配信された）
- J12（小女子十二楽坊）（2006年発売のアルバム『J12 小女子十二楽坊』に収録）
- モーニング娘。（2007年発売のシングル『笑顔YESヌード』に収録）
- ひまわりキッズ（2009年発売のコンピレーション・アルバム『手紙・まあるいいのち〜卒業&合唱ソングコレクション〜』収録）
- おはガールちゅ!ちゅ!ちゅ!（2013年発売のシングル『こあくまるんです/サヨナラのかわりに2013』に収録）

### OHA SKA!
- ゾベッカ（2000年発売のシングル『象南波羅〜ゾナパラ〜WHY!パラパラ・リミックス』に収録）